# Tabor nad Botačem
Tabor nad Botačem (tudi Draški tabor, nepravilno Grad nad Botačem, v italijanščini Tabor di Draga) se nahaja v Sloveniji, tik na meji z Italijo, v Krajinskem parku doline Glinščice nad sotesko Glinščice, v občini Hrpelje - Kozina. Je zlahka dosegliv iz kolesarsko-sprehajalne steze, ki teče po opuščeni želežniški progi Trst-Hrpelje.

## Tabor
Struktura je sestavljena iz elementarnih oblik, zgrajenih z izkoriščanjem horografije površine. Tabor je imel obzidje na dveh straneh, ob vhodu pa ga je varoval jarek. Znotraj strukture so zgradili nekakšne terase na katerih je bilo prisotnih nekaj skromnih zgradb, v tem primeru se gre za tabor v katerem ni prisotnosti cerkvenega poslopja, kakor je npr. v znanih Hrastovljah oz. bližnjem Repentabru.

## Zgodovina utrdbe
Nasprotno od tega, kar se je doslej mislilo, je struktura zgrajena v bližini vasi Draga, nad Botačem najnovejša na tem območju in se nedvomno navezuje na pojav turških vpadov. Od leta 1469 dalje so se ti vdori vrstili in se jih je izvajalo z lahko konjenico, brez topništva in so bili namenjeni pridobivanju lahkega plena. Taki posegi so praktično onemogočili ustrezno obrambo ozemlja, zato so si morali prebivalci kar sami pomagati. Zato so oblasti dovoljevale izgradnjo utrdb za obrambo imetja in oseb, ki so jih že v tistih časih poznali z nazivom tabor oziroma na tržaškem z imenom »taber«.
Strukturo so prebivalci izgradili na lastne stroške in so jo tudi sami upravljali in vzdrževali. V njej so hranili imetje celotne skupnosti, kot so vino in olje, poleg živali in seveda ljudi.
Kljub njeni funkciji tabora, oziroma zgradbi namenjeni shrambi imovine, je bila struktura soudeležena tudi pri vojaških dogodkih. Leta 1511, po zavzetju Muhovega gradu, podobno, kakor so storile ostale utrdbe, so čuvaji izročili ključe cesarski vojski, saj je bila zanje pomembnejša ohranitev strukture, kot pa suverenost nad ozemljem. Kljub poskusom Nikolaja Ravbarja, da bi pridobil pravice nad ozemljem in nad utrdbo, so slednjo, po odločitvi cesarja, vrnili škofu, ta pa jo je ponovno vrnil prebivalcem Drage, ki so jo bili na lastne stroške izgradili in so jo vedno tudi varovali.
Tabor ni bil nikoli dejansko porušen, a so ga prebivalci enostavno zapustili, ko ni bil več koristen.